# 54-XX
Classificazione delle ricerche matematiche: sezioni di livello 1

00-XX 01 03 05 06 08 | 11 12 13 14 15 16 17 18 19 20 22 | 26 28 30 31 32 33 34 35 37 39 40 41 42 43 44 45 46 47 49 | 
 51 52 53 54 55 57 58 | 60 62 65 68 | 70 74 76 78 | 80 81 82 83 85 86 | 90 91 92 93 94 97-XX
54-XX è la sigla della sezione primaria dello schema di classificazione MSC dedicata alla topologia generale.
La pagina attuale presenta la struttura ad albero delle sue sottosezioni secondarie e terziarie.

## 54-28
topologia generale
{per la topologia delle varietà di tutte le dimensioni, vedi 57Nxx}
- 54-00 opere di riferimento generale (manuali, dizionari, bibliografie ecc.)
- 54-01 esposizione didattica (libri di testo, articoli tutoriali ecc.)
- 54-02 presentazione di ricerche (monografie, articoli di rassegna)
- 54-03 opere storiche {!va assegnato almeno un altro numero di classificazione della sezione 01-XX}
- 54-04 calcolo automatico esplicito e programmi (non teoria della computazione o della programmazione)
- 54-06 atti, conferenze, collezioni ecc.

## 54Axx
generalità
- 54A05 spazi topologici e generalizzazioni (spazi di chiusura ecc.)
- 54A10 più topologie sopra un insieme (cambiamento di topologia, confronto di topologie, reticoli di topologie)
- 54A15 strutture sintopogenee
- 54A20 convergenza in topologia generale (sequenze, filtri, limiti, spazi di convergenza ecc.)
- 54A25 proprietà di cardinalità (funzioni cardinali e disuguaglianze cardinali, sottoinsiemi discreti) (vedi anche 03Exx]); {per gli ultrafiltri, vedi 54D80}
- 54A35 risultati di consistenza e di indipendenza [vedi anche 03E35]
- 54A40 topologia sfumata [vedi anche 03E72]
- 54A99 argomenti diversi dai precedenti, ma in questa sezione

## 54Bxx
costruzioni basilari
- 54B05 sottospazi
- 54B10 spazi prodotto
- 54B15 spazi quoziente, decomposizioni
- 54B17 spazi di aggiunta?aggiunzione e costruzioni simili
- 54B20 iperspazi
- 54B30 metodi categoriali [vedi anche 18B30]
- 54B35 spettri
- 54B40 prefasci e fasci [vedi anche 18F20]
- 54B99 argomenti diversi dai precedenti, ma in questa sezione

## 54Cxx
applicazioni e tipi generali di spazi definiti da applicazioni
- 54C05 applicazioni continue
- 54C08 continuità debole e continuità generalizzata
- 54C10 applicazioni speciali sugli spazi topologici (applicazioni aperte, applicazioni chiuse, applicazioni perfette ecc.)
- 54C15 retrazione
- 54C20 estensione di applicazioni
- 54C25 immersione chiusa?embedding
- 54C30 funzioni a valori reali [vedi anche 26-XX]
- 54C35 spazi di funzioni [vedi anche 46Exx, 58D15]
- 54C40 proprietà algebriche degli spazi di funzioni [vedi anche 46J10]
- 54C45 C-immersione e C*-immersione
- 54C50 insiemi speciali definiti mediante funzioni [vedi anche 26A21]
- 54C55 estensori di intorno assoluti, estensori assoluti, retrattori di intorno assoluti (ANR), spazi di retrattore assoluto (proprietà generali) [vedi anche 55M15]
- 54C56 teoria della forma [vedi anche 55P55, 57N25]
- 54C60 applicazioni aventi insiemi come valori [vedi anche 26E25, 28B20, 47H04, 58C06]
- 54C65 selezioni [vedi anche 28B20]
- 54C70 entropia
- 54C99 argomenti diversi dai precedenti, ma in questa sezione

## 54Dxx
proprietà abbastanza generali
- 54D05 spazi connessi e spazi localmente connessi (aspetti generali)
- 54D10 assiomi di separazione bassi, T0 - T3
- 54D15 assiomi di separazione superiori (completamente regolare, normale, perfettamente normale o collezionalmente normale ecc.)
- 54D20 proprietà di rivestimento?copertura non compatta (paracompatta, di Lindelöf ecc.)
- 54D25 spazi "P minimali" e spazi "P chiusi"
- 54D30 compattezza
- 54D35 estensioni degli spazi (compattificazioni, supercompattificazioni, completamenti ecc.)
- 54D40 resti?remainders
- 54D45 compattezza locale, σ-compattezza
- 54D50 k-spazi
- 54D55 spazi sequenziali
- 54D60 realcompattezza e realcompattificazione
- 54D65 separabilità
- 54D70 proprietà di base
- 54D80 costruzioni speciali di spazi (spazi di ultrafiltri ecc.)
- 54D99 argomenti diversi dai precedenti, ma in questa sezione

## 54Exx
spazi con strutture più ricche
- 54E05 strutture di prossimità e generalizzazioni
- 54E15 strutture uniformi e generalizzazioni
- 54E17 spazi di vicinanza?nearness
- 54E18 p-spazi, M-spazi, σ-spazi ecc.
- 54E20 spazi stratificabili, spazi cosmici ecc.
- 54E25 spazi semimetrici
- 54E30 spazi di Moore
- 54E35 spazi metrici, metrizzabilità
- 54E40 applicazioni speciali sugli spazi metrici
- 54E45 spazi metrici compatti (spazi metrici localmente compatti)
- 54E50 spazi metrici completi
- 54E52 categoria di Baire, spazi di Baire
- 54E55 bitopologie
- 54E70 spazi metrici probabilistici
- 54E99 argomenti diversi dai precedenti, ma in questa sezione

## 54Fxx
proprietà speciali
- 54F05 spazi topologici ordinati, spazi parzialmente ordinati [vedi anche 06B30, 06F30]
- 54F15 continui e generalizzazioni
- 54F35 connessione locale in dimensione superiore [vedi anche 55Mxx, 55Nxx]
- 54F45 teoria della dimensione [vedi anche 55M10]
- 54F50 spazi di dimensione ≤1; curve, dentriti [vedi anche 26A03]
- 54F55 unicoerenza, multicoerenza
- 54F65 caratterizzazioni topologiche di spazi particolari
- 54F99 argomenti diversi dai precedenti, ma in questa sezione

## 54Gxx
spazi peculiari
- 54G05 spazi estremamente sconnessi, F-spazi ecc.
- 54G10 P-spazi
- 54G12 spazi scattered?sparpagliati
- 54G15 spazi patologici
- 54G20 controesempi
- 54G99 argomenti diversi dai precedenti, ma in questa sezione

## 54Hxx
connessioni con altre strutture, applicazioni
- 54H05 teoria descrittiva degli insiemi (aspetti topologici degli insiemi di Borel, degli insiemi analitici, degli insiemi proiettivi ecc.) [vedi anche 03E15, 26A21, 28A05]
- 54H10 rappresentazioni topologiche dei sistemi algebrici [vedi anche 22-XX]
- 54H11 gruppi topologici [vedi anche 22A05]
- 54H12 reticoli topologici ecc. [vedi anche 06B30, 06F30]
- 54H13 campi topologici, anelli topologici ecc. [vedi anche 12Jxx] {per aspetti algebrici, vedi 13Jxx, 16W80}
- 54H15 gruppi di trasformazioni e semigruppi di trasformazioni [vedi anche 20M20, 22-XX, 57Sxx]
- 54H20 dinamica topologica [vedi anche 28Dxx, 37Bxx]
- 54H25 teoremi di punto fisso e teoremi di coincidenza [vedi anche 47H10, 55M20]
- 54H99 argomenti diversi dai precedenti, ma in questa sezione

## 54Jxx
topologia non standard [vedi anche 03H05]
- 54J05 topologia non standard [vedi anche 03H05]
- 54J99 argomenti diversi dai precedenti, ma in questa sezione